# Église orthodoxe ukrainienne (patriarcat de Moscou)

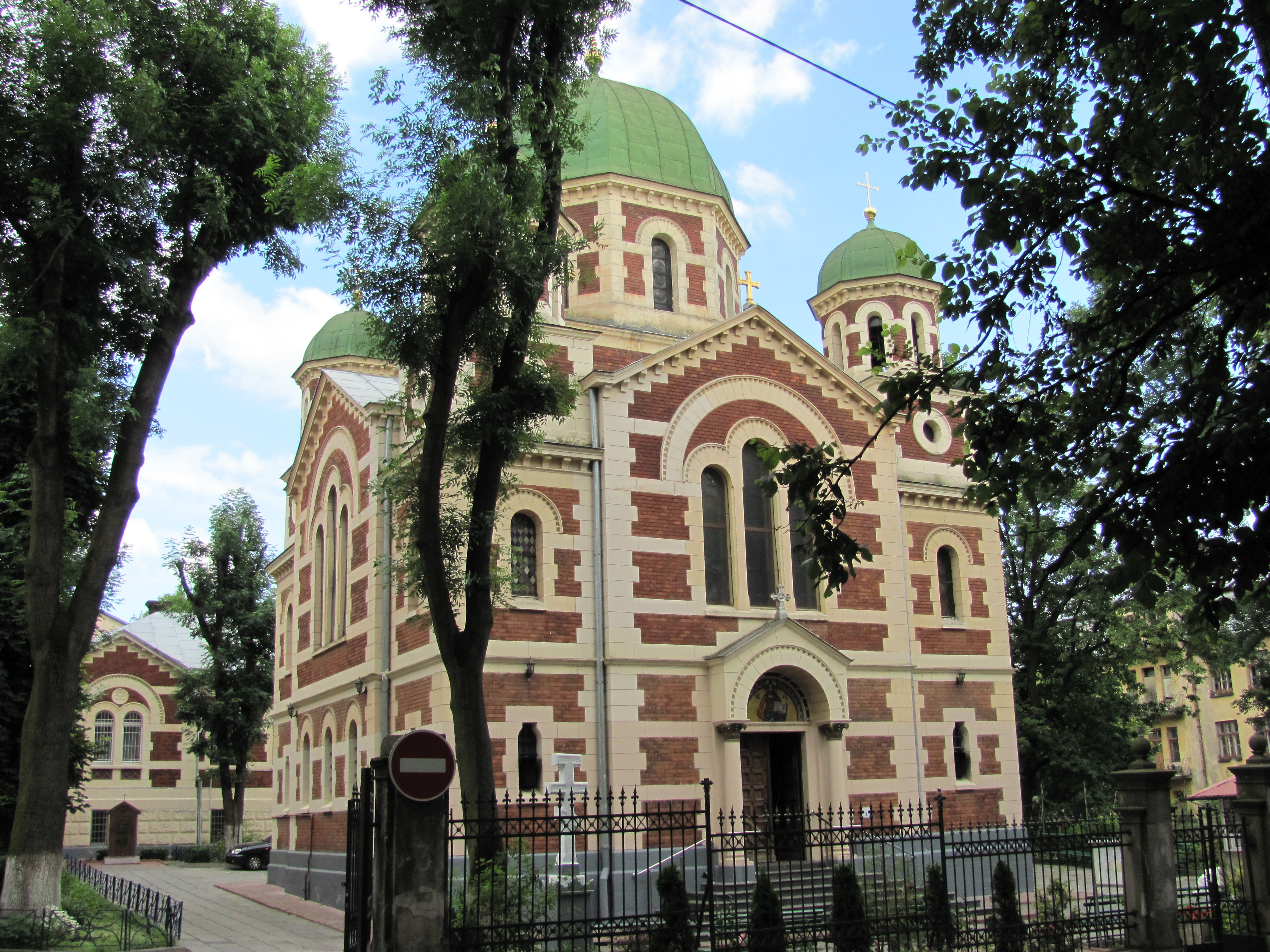
Église Saint Georges du patriarcat de Moscou

Ne doit pas être confondu avec Église orthodoxe ukrainienne (patriarcat de Kiev), Église de Kiev et de toute la Rus' ou Église orthodoxe d'Ukraine.
Pour les articles homonymes, voir Église orthodoxe ukrainienne.
L'Église orthodoxe ukrainienne (patriarcat de Moscou) (en ukrainien : Українська Православна Церква), est une juridiction orthodoxe indépendante en Ukraine. C'est une des trois principales Églises orthodoxes ukrainiennes, les deux autres étant l'Église orthodoxe ukrainienne (patriarcat de Kiev) et l'Église orthodoxe d'Ukraine.
L'Église faisait partie du patriarcat de Moscou depuis sa création en 1990 jusqu'au 27 mai 2022, date à partir de laquelle ses liens avec ce dernier sont devenus ambigus dans le contexte de l'invasion russe de l'Ukraine. En 2024, le Parlement ukrainien vote son interdiction.
Le chef de l'Église porte le titre de « Métropolite de Kiev et de toute l'Ukraine ». Le chef actuel de l'Église est, depuis le 13 août 2014, Onuphre.

## Histoire

### Création et rejet
L'Église orthodoxe ukrainienne est l'héritière de l'ancien exarchat ukrainien du Patriarcat de Moscou. Elle a reçu sa nouvelle dénomination en janvier 1990. Plus tard la même année, elle fut reconnue auto-administrée, tout en restant soumise canoniquement au Patriarcat de Moscou. Après l'indépendance du pays en 1991, la conférence épiscopale de l’Église orthodoxe ukrainienne demanda au patriarche Alexis II, le 22 janvier 1992, l’octroi de l’autocéphalie à l’Église en Ukraine. Cette demande fut rejetée par le synode de l'Église de Russie et le métropolite Philarète fut déposé. La majorité des évêques revinrent ensuite sur leur appui à l'autocéphalie de l'Église d'Ukraine.
En mai 1992, Vladimir (Sabodan) fut élu nouveau métropolite et le demeura jusqu'à sa mort le 5 juillet 2014. Le métropolite Onuphre, qui était, depuis le 24 février 2014, locum tenens de la chaire métropolitaine de Kiev, lui succéda le 13 août 2014.

### Guerre russo-ukrainienne et interdiction
La guerre russo-ukrainienne, débutée en 2014, entraine un déclin de l'Église ukrainienne du patriarcat de Moscou. Ce déclin s'accélère avec l'invasion générale de l'Ukraine par la Russie débutée en février 2022. Le 27 mai 2022, l'Église proclame, à l'issue d'un synode extraordinaire, son indépendance totale du Patriarcat de Moscou en changeant ses statuts. Parmi les raisons invoquées, figure la position prise par le patriarche Cyrille de Moscou qui a soutenu et encouragé l'invasion russe de l'Ukraine à partir de 2022. L'Église orthodoxe ukrainienne a annoncé par la même occasion qu'elle débuterait un dialogue avec l'Église orthodoxe d'Ukraine,,,. Selon les statuts changés, l'Église orthodoxe ukrainienne est indépendante mais pas autocéphale ; les statuts ne contiennent plus aucune référence au patriarcat de Moscou. Cette décision entraîne aussi la création de paroisses et communautés en diaspora.
Cependant, il semble que ce changement de statut n'était qu'un moyen de faire montre de se distancer du Patriarcat de Moscou sans pour autant que l'Église devienne réellement indépendante de ce dernier. En effet, les nouveaux statuts ne furent jamais publiés et ils ne mentionnent pas la notion d'autocéphalie. Plutôt, ces nouveaux statuts semblent réaffirmer ceux qui étaient déjà en vigueur depuis 1990.
À partir du 22 décembre 2022, dix-neuf monastères, cathédrales et églises sont perquisitionnés par le SBU. Les autorités ukrainiennes soupçonnent l’Église orthodoxe anciennement ouvertement affiliée à Moscou d’être un centre d’influence subversive de la Russie,.
Le 19 octobre 2023, le Parlement ukrainien vote en première lecture l'interdiction de l'Église orthodoxe affiliée à Moscou. Ce vote est confirmé en deuxième lecture en août 2024.

## Monastères
- Laure de Potchaïv
- Laure de Sviatohirsk
- Monastère Notre-Dame-d'Ibérie de Donetsk
- Monastère de la Sainte-Trinité d'Okhtyrka